# 梅·克拉克
梅·克拉克（英語：Mae Clarke，原名Violet Mary Klotz，1910年8月16日—1992年4月29日）是一名美国的女演员，最出名是在《科学怪人》中饰演鲍里斯·卡洛夫追求的新娘，也在《人民公敵》中被占士·格尼用一個葡萄柚推到她的臉。兩部電影都在1931年上映。

## 生平
1910年出生于美国费城。18岁在音乐剧中扮演配角，1929年首次拍摄电影。30年代后事业开始走下坡路。

## 作品
- 糊涂司机 The Yellow Cab Man (1950)
- 飞虎娇娃 Flying Tigers (1942)
- 科学怪人 Frankenstein (1931)
- 犯罪的都市 The Front Page (1931)
- 国民公敌 Public Enemy, The (1931)

## 拓展阅读
- Clarke, Mae. Featured Player - An Oral Autobiography of Mae Clarke. Edited With An Introduction by James Curtis. Santa Barbara/Lanham: Santa Teresa Press/Scarecrow Press, 1996.
- Halliwell's Filmgoers Companion